# Bornum, Saxony-Anhalt
Bornum là một đô thị thuộc huyện Anhalt-Bitterfeld, bang Saxony-Anhalt, Đức.